# Armenië (landschap)

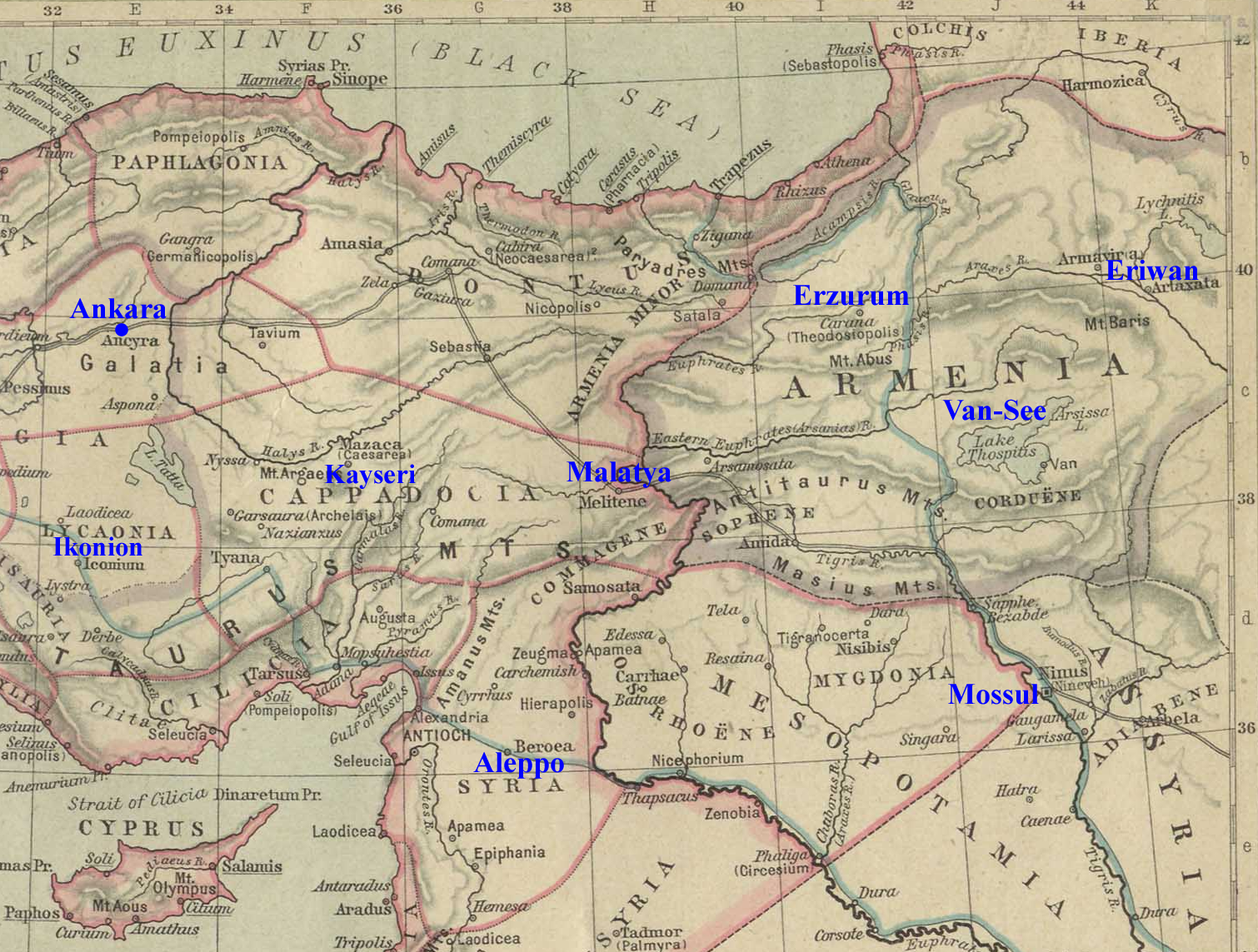
Britse kaart van Klein-Azië en westelijk Armenië in de Oudheid (1850).

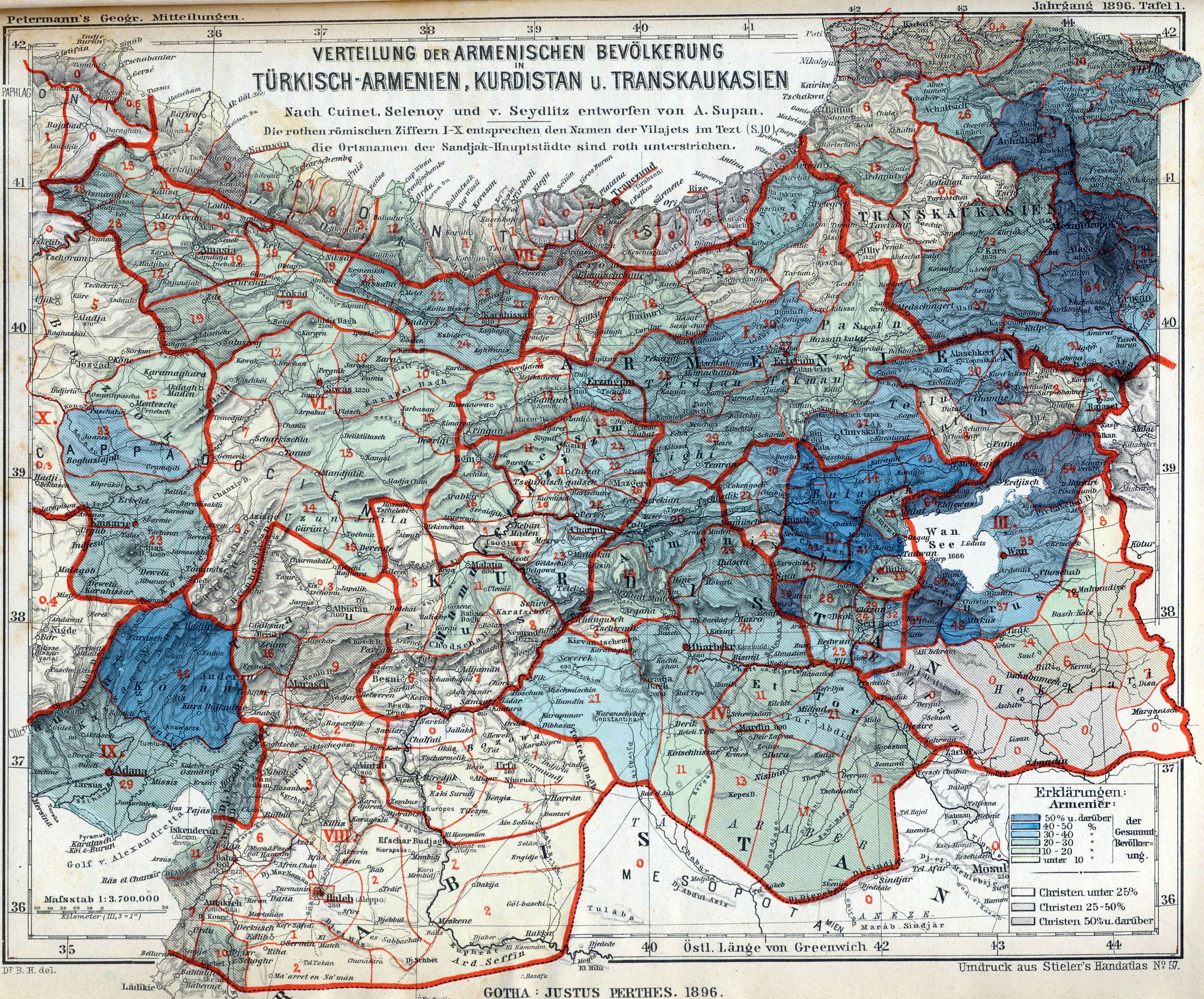
Duitse kaart met de vilajets (1896)

Armenië (Armeens: Հայաստան, Hajastan, Perzisch: Armanestan) of West-Armenië is een landschap in Oost-Anatolië, omvattend het centrale hoogland tussen de hooglanden van Anatolië en Iran, de Koeravallei in de Zuidelijke Kaukasus en het laagland van Mesopotamië. Het hartland bevond zich rond Erzurum ten noorden van het Vanmeer.
Het landschap (West-)Armenië ontstond in 387 door de splitsing van het Armeense gebied in een westelijk Byzantijns deel (ook wel Byzantijns-Armenië) en een Perzisch (Sassanidisch) oostelijk deel (Persarmenië). 
Vanaf de 9e eeuw viel het grootste deel onder de heerschappij van de Armeense dynastie van de Bagrationi en van de 13e tot de 14e eeuw viel een deel onder Zakaridisch Armenië (een leengebied van Tamar van Georgië en vervolgens van de Mongolen). Vervolgens werd het veroverd door de Perzen, die het tussen 1602 en 1639 tijdens oorlogen verloren aan het Ottomaanse Rijk, dat het omvormde tot een provincie. Binnen deze provincie lagen de vilajets Erzurum, Van, Bitlis, Diyâr-ı Bekr (Koerdistan), Mamuret ül-Aziz en Sivas. 
Oost-Armenië werd in 1828 door de Russen op de Perzen veroverd en als Russisch Armenië geannexeerd. Met de val van het Ottomaanse Rijk eind 19e, begin 20e eeuw, waarbij de Armeense genocide plaatsvond, wisten Armeense nationalisten onder Russische bescherming (Kaukasusveldtocht) een Bestuur voor West-Armenië ("Vrij Vaspurakan") te vestigen in 1915. In 1918 was het Russische leger echter ingestort als gevolg van de Russische Revolutie en de Republiek Armenië kon het westen niet te hulp komen, zodat het prille Armeense bestuur weer omvergeworpen werd door de Turkse legers. Bij de Verdrag van Sèvres (1920) werd de onafhankelijkheid van West-Armenië geregeld, maar door de politieke omwenteling (onder andere onder invloed van Mustafa Kemal Atatürk, die in eerste instantie niet akkoord ging met dit verdrag en vroeg om een nieuw verdrag) kwam het gebied in handen van het nieuwe Turkije. Dit deel is sindsdien (opnieuw) opgedeeld in verschillende Turkse provincies. Armeense irredentisten claimen het gebied nog altijd als onderdeel van een geprojecteerd 'Groot-Armenië'.